# Проект 2025
«Проект 2025» (англ. Project 2025) — набор консервативных предложений по реформированию федерального правительства США и консолидации исполнительной власти в руках президента США, подготовленный и опубликованный в апреле 2023 года, в преддверии президентских выборов, американским негосударственным аналитическим центром Heritage Foundation. Этот документ был задуман как программа реформ, которые мог бы реализовать будущий президент от Республиканской партии — Дональд Трамп или иной — при условии, что именно он выиграет президентские выборы в США в 2024 году. Хотя сам Трамп во время предвыборной кампании дистанцировался от «Проекта 2025», после победы на выборах и вступления в должность он назначил нескольких ключевых разработчиков проекта на ответственные посты и выпустил множество исполнительных указов, совпадающих с предложениями «Проекта 2025».

## Основные положения
Авторы проекта, ссылаясь на вторую статью Конституции США, заявляли, что все федеральные органы исполнительной власти должны быть прямо подчинены президенту — эта неоднозначная идея уже высказывалась ранее и была известна как теория унитарной исполнительной власти. Одно из ключевых предложений «Проекта 2025» — существенно увеличить круг должностей в федеральном правительстве, имеющих статус «политических назначенцев» (англ. political appointee), то есть чиновников, которых президент как назначает на должность, так и может с неё уволить. В сложившейся системе большинство сотрудников федерального правительства — профессиональные кадровые специалисты, сохраняющие свои посты при смене президента и его правительства. Авторы «Проекта 2025» заявляли о намерении ликвидировать этот класс «политических верховных священников на пожизненных контрактах».
Разрабатывая «Проект 2025», глава Heritage Foundation Пол Дэнс и его сотрудники ставили перед собой задачу «откатить назад» последние сто лет развития федерального правительства США — в частности, реформы Вудро Вильсона, «Новый курс» Франклина Рузвельта и «Великое общество» Линдона Джонсона. По их мнению, все эти реформы в сумме привели к возникновению огромной, никому не подотчётной и по большей части либеральной по своим взглядам бюрократии — её и должен побороть «Проект 2025». По мнению Рассела Воута, бывшего начальника административно-бюджетного управления при исполнительном офисе президента Трампа и одного из ключевых авторов «Проекта 2025», за прошедшие десятилетия слишком многие ведомства перестали напрямую подчиняться власти президента, а конституционный надзор над ними превратился в неконституционную власть «имперствующего Конгресса». «Проект 2025» предлагает сократить финансирование министерства юстиции, упразднить Федеральное бюро расследований и Агентство национальной безопасности, ликвидировать министерство образования и министерство торговли. Независимые правительственные агентства наподобие Федеральной комиссии по связи должны быть поставлены под прямой президентский контроль.

## Реализация
Сразу после победы на выборах Дональд Трамп выдвинул нескольких соавторов «Проекта 2025» на руководящие должности в своём будущем правительстве. Брендан Карр, автор раздела о Федеральной комиссии по связи, был выдвинут на пост председателя этой комиссии. Том Хоман был выдвинут на должность «пограничного царя» — чиновника, отвечающего за иммиграционную политику. Рассел Воут был выдвинут на пост начальника Административно-бюджетного управления США. 
В марте 2025 года Трамп подписал исполнительный указ, запускающий процесс ликвидации министерства образования США. Попытка ликвидировать министерство образования таким образом была приостановлена из-за судебного запрета. В июле 2025 года этот судебный запрет был отменён Верховным судом США, так что процесс ликвидации продолжился.